# Hieronim Władysław Ciechanowicz
Hieronim Władysław Ciechanowicz herbu Nałęcz (zm. 29 stycznia 1710 roku) – pisarz ziemski smoleński w latach 1671-1710, horodniczy smoleński od 1669 roku, starosta dorohobuski w 1676 roku.
Był elektorem Michała Korybuta Wiśniowieckiego z województwa smoleńskiego w 1669 roku. Poseł na sejm koronacyjny 1676 roku ze Smoleńska. Poseł sejmiku smoleńskiego na sejm 1685 roku i sejm nadzwyczajny 1688/1689 roku.